# 珍重再见
珍重再见（英文：The Big Goodbye）是美国科幻电视剧星际旅行：下一代的第一季第十二集。在这一集中，联邦星舰进取号奉命与“Jarada”种族进行一次接触，这是一种昆虫形态的外星文明，他们非常注重礼节，并要求让-吕克·皮卡尔舰长给予恰当的问候，他们的语言十分不寻常，一个轻微的发音错误都可能被误作侮辱。皮卡尔又一次练习一遍Jarada语言之后，决定去全息甲板娱乐一下。他叫上了一名熟知侦探小说的船员，Data也自告奋勇要陪同舰长一齐去，而后皮卡尔又邀请了医生贝弗莉·柯洛夏。正当皮卡尔舰长在全息甲板上享受侦探乐趣时，一个Jarada探测仪飞到了企业号这边，并进行了探测，这颗探测仪却阴差阳错的使全息甲板发生错误，里面的一切都变得真实起来。一个与侦探有仇的虚拟人物开枪打死了那名熟知小说的船员，皮卡尔和Data这才意识到全息甲板里的一切变得真实起来。不过随后卫斯理·柯洛夏解决了这个问题，使皮卡尔舰长及时从全息甲板脱身，完成了对Jarada的接触。